# Solange Ancona
Solange Ancona est une compositrice française née à Paris le 14 août 1943 et morte à Rueil-Malmaison le 29 novembre 2019.

## Biographie
Le maître de Solange Ancona au Conservatoire National Supérieur de Paris fut essentiellement Olivier Messiaen.
Elle fut Pensionnaire à la Villa Medicis entre 1973 et 1975.
Pendant plus de 30 ans, Solange Ancona a enseigné l'analyse musicale et l'écriture (harmonie, contrepoint et fugue) au conservatoire de Versailles.
Parmi ses élèves, nous pouvons citer le compositeur français François Paris, le violoncelliste Florian Lauridon, le pianiste et compositeur français Benoît Delbecq.
Après sa mort, ses voisins cherchèrent à se mobiliser pour sauver ses archives et notamment ses partitions, et, en 2021, ces archives furent déposées à la médiathèque Hector Berlioz.

## Compositions
- Slantze III pour soprano et orchestre (texte de Dante)
- Thama pour violoncelle solo (créé par Florian Lauridon)
- Resonanze pour guitare classique à 10 cordes (créé par Sébastien Vaumoron).